# Liste der Kulturgüter in Saint-Saphorin (Lavaux)
Die Liste der Kulturgüter in Saint-Saphorin (Lavaux) enthält alle Objekte in der Gemeinde Saint-Saphorin (Lavaux) im Kanton Waadt, die gemäss der Haager Konvention zum Schutz von Kulturgut bei bewaffneten Konflikten, dem Bundesgesetz vom 20. Juni 2014 über den Schutz der Kulturgüter bei bewaffneten Konflikten sowie der Verordnung vom 29. Oktober 2014 über den Schutz der Kulturgüter bei bewaffneten Konflikten unter Schutz stehen.
Objekte der Kategorien A und B sind vollständig in der Liste enthalten, Objekte der Kategorie C fehlen zurzeit (Stand: 1. Januar 2023).

## Kulturgüter
| Foto |                                                                                             | Objekt | Kat. | Typ | Standort                                                                | Beschreibung |
| ---- | ------------------------------------------------------------------------------------------- | --- | ---- | --- | ----------------------------------------------------------------------- | ------------ |
| ja   | Datei hochladen · Wikidata zu Reformierte Kirche Saint-Symphorien und Pfarrhaus (Q18003219) | Reformierte Kirche Saint-Symphorien und Pfarrhaus / Église réformée Saint-Symphorien et cure KGS-Nr.: 06489 | A    | G   | Escalier du Chevet-du-Temple 2.1 / Sentier des Rondes 1 550651 / 147101 |              |
| ja   | Datei hochladen · Wikidata zu Schloss Glérolles (Q14566740)                                 | Schloss Glérolles mit Wohnteil, Wirtschaftstrakt, Westturm, Schuppen, Holzschuppen und Brunnen / Château de Glérolles avec partie habitation, partie rurale, tour ouest, remise, bûcher et fontaine KGS-Nr.: 06491 | B    | G   | Route du Lac 27 549945 / 147202                                         |              |
| BW   | Datei hochladen · Wikidata zu Gallorömische Villa (Q3558921)                                | Gallorömische Villa / Villa gallo-romaine KGS-Nr.: 16948 | B    | F   | 550650 / 147100                                                         |              |